# Brabus 800 iBusiness
Der Brabus 800 iBusiness von Brabus ist ein zum Büro ausgebauter Mercedes-Benz G 65 AMG. Das Fahrzeug wurde auf dem Genfer Auto-Salon 2014 vorgestellt.

## Motor/Fahrleistung
Der Brabus 800 iBusiness ist mit einem V12-Motor mit 800 PS ausgestattet. In 4,2 Sekunden erreicht der Mercedes Tempo 100, dabei liegt der Benzinverbrauch bei 17 Litern auf 100 Kilometer. Das Siebengang-Automatikgetriebe wurde mit einem Allradantrieb kombiniert. Die Höchstgeschwindigkeit liegt bei 270 km/h, jedoch wurde diese elektronisch auf 250 km/h gedrosselt.
Der Sound der Hochleistungsauspuffanlage aus Edelstahl kann abgeändert werden: Es stehen der leise „Coming-Home-Modus“ oder der dröhnende „Sport-Modus“ zur Auswahl.

## Ausstattung
Im Inneren befindet sich ein 15,2 Zoll großes TFT-Display im 16:9-Format, integrierte iPad mini, einen Mac mini, einen iPod touch sowie eine Apple TV. Die Tische sind ausklappbar und drehbar. Ein Funk-Modem mit WLAN und eine Brabus-eigene Fernsteuerungs-App vernetzt den Bildschirm und alle Geräte.
Der Dachhimmel besteht aus Leder und die Rückbank wurde mit einer Belüftung versehen. Auch ein Soundsystem befindet sich im Inneren.

## Karosserie
Die Karosserie des Mercedes ist relativ kantig. Die Xenon-Scheinwerfer wurden mit LED-Tagfahrleuchten erweitert und der Frontspoiler sowie der Kühlergrill sind mit Blenden versehen. Die Bereifung besteht aus 23-Zoll-Reifen und die Trittbretter verfügen über LEDs, die beim Öffnen der Türen aufleuchten.